# Leipziger Neueste Nachrichten
Leipziger Neueste Nachrichten (LNN, vollständiger Name Leipziger Neueste Nachrichten und Handels-Zeitung) war eine von 1892 bis 1945 in Leipzig herausgegebene Tageszeitung. Sie zählte in der Zwischenkriegszeit zu den führenden und auflagenstärksten regionalen Tageszeitungen Deutschlands. Das konservativ-national ausgerichtete Blatt erschien siebenmal wöchentlich unter Ausnahme der jeweils zweiten Feiertage mit einer Auflage über 150.000.

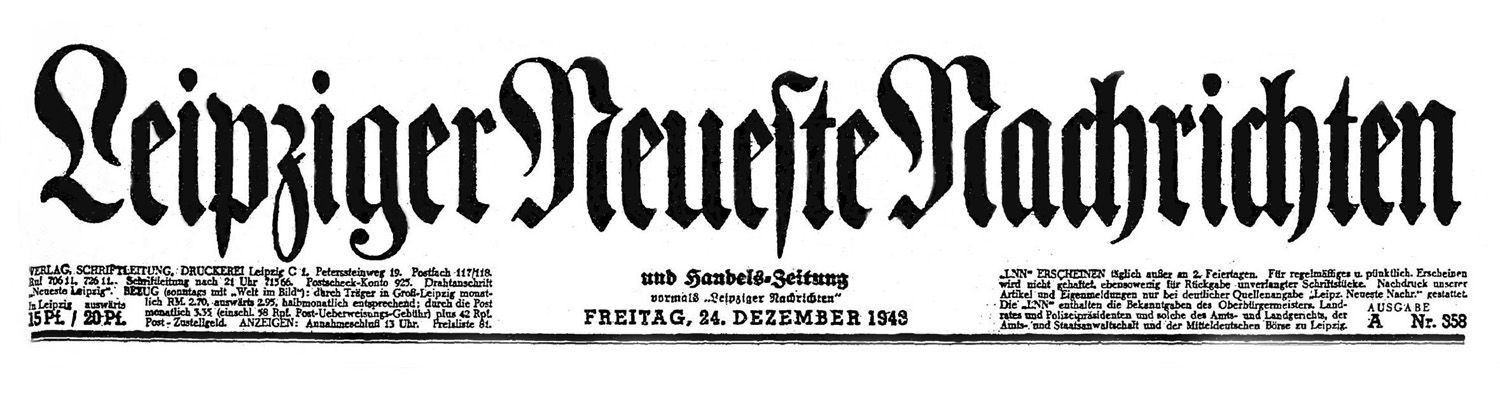
Kopf der Leipziger Neueste Nachrichten

## Geschichte
Der aus einer Tuchfabrikantenfamilie stammende Edgar Herfurth (1865–1950) und sein älterer Bruder Paul (1855–1937) gründeten 1892 den Verlag „Edgar Herfurth & Co.“ Dabei übernahmen sie die seit 1860 von dem Buchdrucker Guido Reusche herausgegebene Zeitung Leipziger Nachrichten, die als Amtsblatt der Leipziger Behörden eine gewisse Bedeutung besaß. Sie änderten den Namen der Zeitung unter Beibehaltung der Fortnummerierung der Jahrgänge.

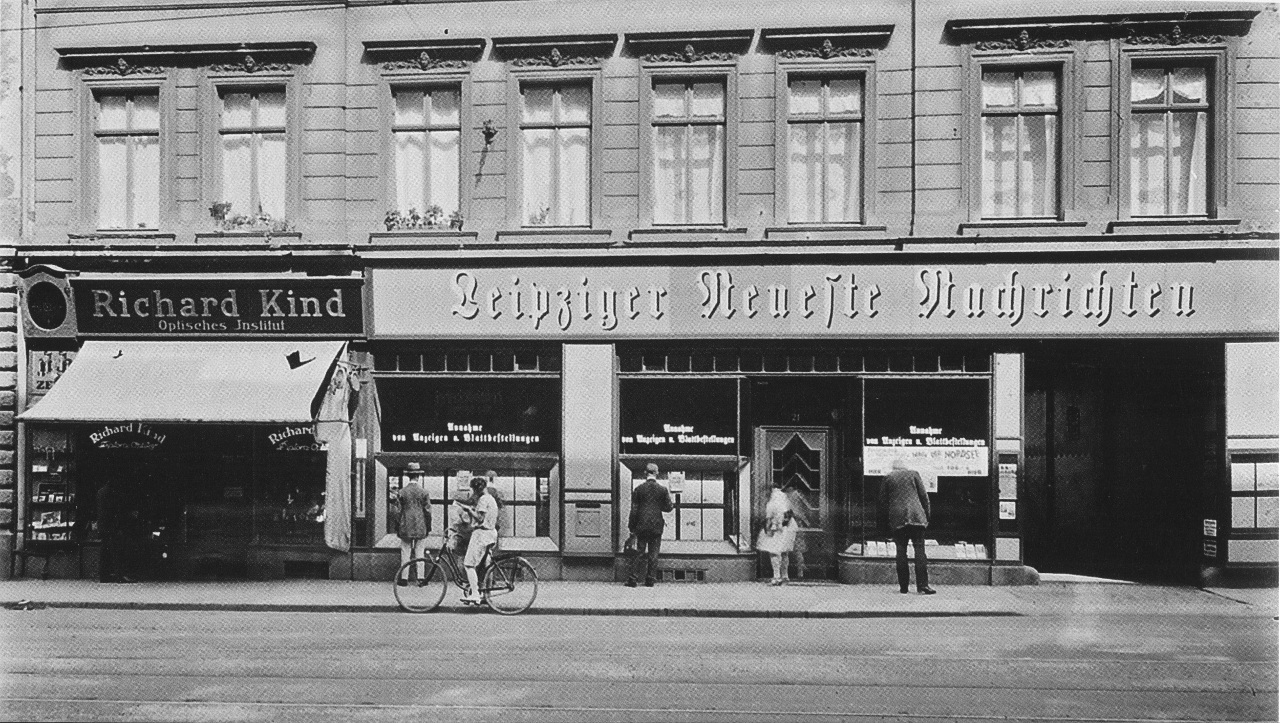
Ladengeschäft und Betriebszugang im Peterssteinweg 19–21 nach 1910

Die Produktionsstätte der Leipziger Neueste Nachrichten befand sich im Hofgelände des von der Emilienstraße und dem Peterssteinweg gebildeten Winkels mit Zugängen von beiden Straßen. Die Herstellung der Leipziger Neueste Nachrichten war gekennzeichnet durch den steten Einsatz moderner Drucktechnik. Ab 1895 wurde eine 32-seitige Druckanlage betrieben, und 1898 waren Linotype-Setzmaschinen die ersten in einem deutschen Presseunternehmen. 1909 führte der Verlag die erste 64-seitige Zwillingsrotationsmaschine in Europa ein.
Die Leipziger Neueste Nachrichten punkteten in der Lesergunst durch moderne Nachrichtenarbeit, einen umfangreichen Lokalteil, einen Börsenteil, zahlreiche Kleinanzeigen und gediegene Unterhaltung, wie zum Beispiel Fortsetzungsromane. Dazu kamen verschiedene Beilagen. 1921 wurde die Abendausgabe der LNN in eine eigene Zeitung, die Leipziger Abendpost, umgewandelt.
Bereits 1897 hatte die Zeitung 36.000 Abonnenten, deren Zahl vor dem Ersten Weltkrieg die 100.000 überschritt. In den 1930er Jahren wurden die LNN mit über 150.000 Exemplaren, an Sonntagen mit über 160.000 Exemplaren, die größte Tageszeitung außerhalb Berlins.
In den 1920er Jahren waren die LNN wegen ihrer konservativen Haltung oft attackiert worden. Nach 1933 übten die Nationalsozialisten auf die LNN wegen ihrer politischen Positionen erheblichen Druck aus. Um dem Ausschluss aus der Reichspressekammer wegen politischer Unzuverlässigkeit zu entgehen, die jegliche verlegerische Tätigkeit ausgeschlossen hätte, räumten sie im August 1936 der Tochter eines NSDAP-eigenen Verlags eine Mehrheitsbeteiligung von 51 % an der Gesellschaft ein. In der Folgezeit unterstützten die Leitartikel die nationalsozialistische Politik. Obwohl die Frakturschrift bei Adolf Hitler wegen ihrer Schnörkeligkeit wenig beliebt war, jedoch bis zum Zweiten Weltkrieg von den Nationalsozialisten als „deutsche Schrift“ favorisiert wurde, behielten die LNN diesen Schrifttyp bis zur letzten Ausgabe 1945 bei.
Das Betriebsgebäude der LNN wurde im Zweiten Weltkrieg zu 85 % zerstört. Die Zeitung erschien in reduzierter Form. Die Ausgabe vom 18. April 1945 bestand aus einem Blatt. Es war die letzte. Am Nachmittag dieses Tages zog die US-Army in Leipzig ein und verbot das weitere Erscheinen.
In der Sowjetischen Besatzungszone, zu der Leipzig inzwischen gehörte, wurden die Besitzer auf der Grundlage des Volksentscheids in Sachsen 1946 als „Kriegsverbrecher“ enteignet und der Betrieb der SED übergeben, die ihn zum Druckhaus ihres Parteiorgans für Leipzig, der Leipziger Volkszeitung, ausbaute.
Die Herfurth-Erben scheiterten im Jahr 2015 vor dem Bundesverwaltungsgericht mit dem Versuch, eine Entschädigung aufgrund der Enteignung im Jahr 1946 zu erlangen. Das Gericht kam (wie zuvor bereits das Sächsische Landesamt zur Regelung offener Vermögensfragen und das Verwaltungsgericht Dresden) zu der Auffassung, dass der Verlag zumindest nach 1936 (also dem Zeitpunkt der Mehrheitsbeteiligung der Tochter eines NSDAP-eigenen Verlags an den LNN) dem NS-System erheblich Vorschub geleistet habe.

## Hauptschriftleiter
- Paul Liman (1892–1899)
- Ferdinand Grautoff (1899/1900–1922)
- Richard Breiting (ab 1922)
- Hans Drexler (1930er u. 40er Jahre)